# Meg 2: The Trench
Meg 2: The Trench (bra: Megatubarão 2; prt: Meg 2: O Regresso do Tubarão Gigante) é um filme dos gêneros ação e ficção científica americano, dirigido por Ben Wheatley com roteiro de Dean Georgaris, Jon Hoeber e Erich Hoeber, baseado no livro de 1999, The Trench de Steve Alten. Servindo como uma sequência do filme Megatubarão (2018), o filme é estrelado por Jason Statham, Sienna Guillory e Cliff Curtis.
Meg 2: The Trench foi lançado nos Estados Unidos em 4 de agosto de 2023, pela Warner Bros. Pictures.

## Sinopse
Uma sabotagem causada por uma operação legal de mineração submarina faz três megalodontes e outras criaturas do fundo do mar emergirem para a superfície, fazendo a expedição de exploradores liderada por Jonas Taylor ter de lutar por sua sobrevivência.

## Elenco
- Jason Statham como Jonas Taylor
- Cliff Curtis como James "Mac" Mackreides[3]
- Melissanthi Mahut  como Rigas
- Page Kennedy como DJ[3]
- Shuya Cai como Meiying[3]
- Sienna Guillory como Driscoli[5]
- Skyler Samuels como Jess[5]
- Sergio Peris-Mencheta[5]
- Wu Jing como Jiuming Zhang[6]
- Kiran Sonia Sawar como Sal

## Produção

### Desenvolvimento
Em abril de 2018, Jason Statham disse que uma sequência de The Meg aconteceria se o filme fosse bem recebido pelo público, dizendo: "Acho que é como qualquer coisa hoje em dia - se ganhar dinheiro, obviamente haverá um apetite para ganhar mais dinheiro. E se não for bem, eles logo vão varrer para debaixo do tapete. Mas é assim que Hollywood funciona.". Em agosto de 2018, Steve Alten disse: "Meu sentimento sempre foi que esta é uma franquia de bilhões de dólares se for bem feita. Mas para ser bem feito você tinha que acertar o tubarão, acertar o elenco, acertar o tom. E a Warner Bros. acertou em cheio. Os produtores acertaram em cheio.". Em outubro de 2018, a produtora executiva Catherine Xujun Ying anunciou que uma sequência estava nos estágios iniciais de desenvolvimento.

### Pré-produção
Em março de 2019, foi anunciado que um roteiro para o filme estava em desenvolvimento. Em seu boletim informativo de setembro de 2020, Steve Alten confirmou que o roteiro, intitulado Meg 2: The Trench, estava completo, expressando interesse em seu tom "escuro" e potencial para uma classificação R (em oposição ao PG-13 do primeiro filme). Em 23 de outubro de 2020, Ben Wheatley foi anunciado como diretor.

### Filmagens
Em abril de 2021, Statham disse que as filmagens estavam marcadas para começarem em janeiro de 2022. O governo de Krabi, Tailândia, rejeitou o pedido do filme para filmar em duas de suas praias, devido a preocupações ambientais. As filmagens começaram na Warner Bros. Studios, Leavesden em 4 de fevereiro de 2022. Enquanto a produção estava em andamento, anúncios de escalações de elenco revelaram a adição de Sienna Guillory, Skyler Samuels, Sergio Peris-Mencheta, e Wu Jing, bem como a saída do personagem de Li Bingbing.

## Lançamento
Meg 2: The Trench foi lançado nos Estados Unidos em 4 de agosto de 2023, pela Warner Bros. Pictures.